# Сарацея
Сараце́я (рум. Sărăței) — село в Рыбницком районе непризнанной Приднестровской Молдавской Республики. Вместе с селом Ержово входит в состав Ержовского сельсовета.

## История
В 1824 в Сарацеи родился польский писатель-романтик Зыгмунт Милковский.

## Население
| 2004 | 2015 |
| 353  | 302  |